# Cordelia Agbebaku
Giáo sư Cordelia Ainenehi Agbebaku (tháng 1 năm 1961 – 16 tháng 2 năm 2017) là Phó hiệu trưởng người Nigeria.

## Đời sống
Agbebaku được sinh ra ở Ekpoma vào năm 1961. Cô học luật bắt đầu từ Đại học bang Bendel.
Agbebaku trở thành Phó hiệu trưởng của Đại học Ambrose Alli (AAU) chính thức vào năm 2014 khi cuộc hẹn của cô được Thống đốc Adams Oshiomhole xác nhận. Cô đã phục vụ trong một khả năng diễn xuất từ năm 2011. Cô qua đời vào ngày 16 tháng 2 năm 2017 tại bệnh viện giảng dạy Đại học Bénin. Cô ấy sống sót nhờ chồng là giáo sư Phillip Agbebaku thuộc khoa khoa học chính trị ở trường đại học và trẻ em.